# 城市特警
《城市特警》是1988年上映的一部香港動作電影，由杜琪峰及金揚樺聯合執導，李子雄、王祖賢、黃衍濛、郭追、盧景華、朱江主演，前後一共花了16個月拍攝情節。

## 劇情
重案組神探黃維邦（李子雄 飾）因手患不便持槍打算暫時離職，但此時警方線人謝卻在大馬離奇被殺，黃乃謝之好友，曾受其救命之恩，遂決意接手此案。
黃連同重案組同仁倫國強（黃衍濛 飾）、阿金（郭追 飾）及大馬警察翁振富（盧景華 飾）組成專案小組辦理此案，根據線索對疑兇富商賀加年（翁世傑 飾）著手展開調查。原來此案幕後主謀乃是香港名流韓政（朱江 飾），黃雖已掌握證人賀，但此時賀卻突然遇襲被殺，黃遭韓誣陷貪污，其未婚妻Maggie（麥翠嫻 飾）更因發現韓販毒的秘密而慘遭人殺害。
黃悲憤不已，卻又苦於無有力證據。一日，倫巧遇韓手下殺手，跟蹤之下以竊聽器錄得韓之犯罪證據，但不慎為韓所擒，雖倫女友Ada（王祖賢 飾）已極力召黃等支援，倫卻依然死於韓之手。黃等見此狀，意欲與韓決一死戰......

## 人物角色
| 角色名稱     | 演員   | 備註                           |
| ------------ | ------ | ------------------------------ |
| 黃維邦       | 李子雄 | 中環警區重案組總督察           |
| 倫國強       | 黃衍濛 | 警員                           |
| 阿金         | 郭追   | 警員                           |
| 翁振富       | 盧景華 | 馬來西亞督察                   |
| 韓政         | 朱江   |                                |
| Ada          | 王祖賢 | 倫國強女友                     |
| Maggie       | 麥翠嫻 | 黃維邦未婚妻                   |
| Peter(伍Sir) | 黎彼得 | 中環鄰近某警區指揮官，韓政同黨 |
|              | 周文健 | 韓政手下                       |
|              | 張耀揚 | 韓政手下                       |
|              | 仇雲波 | 殺手                           |
|              | 黃志強 | 毒販                           |
|              | 王力   | 劫匪                           |
|              | 羅樹琪 | 醫生                           |
| 賀加年       | 翁世傑 | 富商，韓政同黨                 |
|              | 黎宣   | 阿金母                         |
|              | 黃家駒 |                                |
|              | 徐克   |                                |
| 畢耀明       | 陳嘉上 | 警員                           |

## 外部連結
- 香港影庫上《城市特警》的資料（繁體中文）
- 開眼電影網上《大行動》的資料（繁體中文）
- 豆瓣电影上《城市特警》的資料 （简体中文）
- 时光网上《城市特警》的資料（简体中文）
- AllMovie上《城市特警》的资料（英文）
- 爛番茄上《城市特警》的資料（英文）
- 互联网电影数据库（IMDb）上《城市特警》的资料（英文）